# Pristimantis laticlavius
Pristimantis laticlavius är en groddjursart som först beskrevs av Lynch och Patricia A. Burrowes 1990.  Pristimantis laticlavius ingår i släktet Pristimantis och familjen Strabomantidae. IUCN kategoriserar arten globalt som otillräckligt studerad. Inga underarter finns listade i Catalogue of Life.